# 芹川
芹川（せりかわ）は、大分県佐伯市蒲江大字丸市尾浦を流れ名護屋湾に注ぐ河川。二級水系の本流。

## 地理
大分県佐伯市南部の延岡市との境界に位置する場照山（ばてりやま）に源を発し南流。滝内渓谷（たきうちけいこく）を形成し、佐伯市立名護屋小学校の脇を流れ、名護屋湾に注ぐ。

## 流域の観光地
- 滝内渓谷
  - 芹川の上中流にあり、約30の滝が点在する渓谷。遊歩道があり四季の変化を楽しめる[2]。佐伯市の名勝に指定されている[3]。
  - 交通 - 東九州自動車道蒲江ＩCから車で約15分[4]。JR九州日豊本線佐伯駅から車で約50分[2]。